# U 3033
U 3033 war ein deutsches U-Boot des Typs XXI, welches von der Kriegsmarine im Zweiten Weltkrieg eingesetzt wurde.

## Geschichte
Der erste Bauauftrag für Boote des neuen Typs XXI erging Anfang Juli an die AG Weser. Dieser Auftrag, der 24 Boote umfasste, wurde Ende September 1943 annulliert. Ein weiterer Bauauftrag wurde am 6. November vergeben, er umfasste die 35 Boote der Nummern U 3001 bis U 3035. Diese Boote wurden durch die sogenannte Sektionsbauweise in Einzelteilen, teilweise von weit im Inland liegenden Werken gefertigt. Die acht Sektionen wurden erst auf der jeweiligen Bauwerft zu einem Boot zusammengefügt. Die Boote des Typs XXI wurden neben der AG Weser bei zwei weiteren Werften gefertigt: Blohm & Voss baute die Boote mit den Nummern 2501 und höher und die Danziger Schichau-Werke die Boote ab der Nummer 3501. U 3033 war somit ein Boot der AG Weser in Bremen. Es wurde dort am 6. November 1944, also ein Jahr nach der Ausgabe des Bauauftrags, auf Kiel gelegt und lief am 20. Januar 1945 vom Stapel. Kommandant wurde Oberleutnant zur See der Reserve Peter Callsen. U 3033 war das erste U-Boot, das seinem Kommando unterstand. Die Besatzung wählte als Turmemblem ein Paar schwarzer Stiefel, die mit dem Absatz auf Russland und mit der Sohle auf Großbritannien standen. Aus diesem Grund erhielt das Boot den Spitznamen U-Stinkstiefel.

## Kommandant
Peter Callsen wurde am 28. Oktober 1911 in Sterup geboren und trat im November 1939 in die Kriegsmarine ein. Er war Mitglied der Crew XI/39. Vom März 1940 bis zum Juni 1941 diente er als Wachoffizier bei der 2. Vorpostenbootflottille und anschließend bis Juli 1942 bei der 5. Minensuchflottille. Im Anschluss an die U-Bootausbildung wurde Peter Callsen Erster Wachoffizier (I WO) auf U 1060. Unter dem Kommando von Herbert Brammer absolvierte er mit diesem Boot mehrere Transportfahrten in der Ostsee zur Versorgung der skandinavischen U-Bootstützpunkte. Im Anschluss an seine U-Bootkommandantenausbildung erhielt Peter Callsen im Frühjahr 1945 das Kommando auf U 3033.

## Einsatz und Geschichte
U 3033 wurde bei Indienststellung am 27. Februar 1945 der 4. U-Flottille unterstellt. Es unternahm in dieser Zeit Ausbildungsfahrten in der Ostsee zum Training der Besatzung und zum Einfahren des Bootes. Am 5. Mai 1945 versenkte Kommandant Callsen gemäß der Maßgaben des lange bestehenden Regenbogen-Befehls sein eigenes Boot. Er handelte damit wie viele deutsche U-Boot-Kommandanten gegen den Befehl Karl Dönitz’, der aufgrund der Bedingungen der Alliierten im Zusammenhang mit den Waffenstillstandsverhandlungen den Regenbogen-Befehl ausdrücklich zurückgenommen hatte. Peter Callsen geriet später in Kriegsgefangenschaft.

## Verbleib
U 3033 wurde am 5. Mai 1945 in der Flensburger Förde von der eigenen Besatzung versenkt. Die Briten hoben U 3033 und ließen das Boot auf einer Abwrackwerft abbrechen.